# 26 Andromedae
Désignations
26 Andromedae (en abrégé 26 And) est une étoile binaire de la constellation d'Andromède. 26 Andromedae est sa désignation de Flamsteed. Elle a une magnitude apparente de 6,10, ce qui est proche de la limite inférieure de visibilité à l'œil nu. La distance de ce système peut être estimée à partir de son décalage annuel de parallaxe de 5,35 mas, ce qui donne une distance d'environ ∼ 600 a.l. (∼ 184 pc) de la Terre. À cette distance, la magnitude du système est diminuée de 0,04 en raison de l'extinction créée par la poussière interstellaire. Le système s'éloigne de la Terre avec une vitesse radiale héliocentrique de +3,3 km/s.

## Composant primaire
La composante primaire, désignée 26 Andromedae A, est une étoile bleu-blanc de la séquence principale de type spectral B8 V. L'étoile a 3,54 fois la masse du Soleil et 3,76 fois le rayon du Soleil. Elle a environ 95 millions d'années et tourne sur elle-même à une vitesse de rotation projetée de 18 km/s. Elle rayonne 219 fois la luminosité du Soleil et sa température effective est de 11 939 K. Elle affiche un excès d'infrarouge qui suggère la présence d'un disque circumstellaire à une distance de 169,3 ua de l'étoile et d'une température de 75 K.

## Composant secondaire
La composante secondaire, 26 Andromedae B, est une étoile de magnitude apparente 9,70 située à 6,2" du composant primaire. C'est une étoile jaune-blanc de la séquence principale de type spectral F3 V qui montre une variabilité inexpliquée à long terme.
L'un des composants présente une légère variation photométrique avec une période de 3,16 jours. Cela peut être causé par une pulsation stellaire (en) ou une variation ellipsoïdale. L'émission de rayons X de l'étoile n'a pas encore été détectée, avec une limite supérieure de LX < 29,79 erg/s.